# Stewart Bick
Stewart Jan Bick (* vor 1989 in Montreal, Québec, Kanada) ist ein kanadischer Schauspieler. 

## Leben
Bick wurde in Montreal geboren. Er ist vor allem in Fernsehproduktionen zu sehen und trat in seiner bisherigen Berufslaufbahn in circa 50 Rollen vor die Kamera. In Nebenrollen wirkte er unter anderem in folgenden Filmen mit: Das Traum-Team (1989) mit Michael Keaton und Christopher Lloyd, A Walk on the Moon (1999) mit Diane Lane und Anna Paquin, Des Teufels Rechnung (1999) mit Kirsten Dunst und Brittany Murphy und Zauber einer Winternacht (1999) mit James Garner und Julie Andrews. Im Psychothriller Mercy – Die dunkle Seite der Lust (2000) stellte er in einer kleineren Rolle einen Polizisten an der Seite von Ellen Barkin dar. Im Jahr 2000 hatte Bick eine Gastrolle in der vierten Staffel der dramatischen Agentenserie Nikita und erweckte unter der Regie von Brad Turner das Drehbuch von Peter M. Lenkov zum Leben. Er spielte in der Folge 4.08 Niemand lebt für immer (No One Lives Forever) Andy Kula, der sich für die Titelfigur, dargestellt von Peta Wilson, interessierte. Es folgte der mit verschiedenen Preisen ausgezeichnete Fernsehfilm Life with Judy Garland: Me and My Shadows (2001) mit Judy Davis und Victor Garber und der Thriller The Master Criminal (2002) mit Rob Lowe und Sam Neill. Im Fernsehfilm False Pretenses (2004) verkörperte Bick die zweitgrößte Rolle, einen skrupellosen Geschäftsmann, der von der Hauptfigur, gespielt von Peta Wilson, überlistet wird. 

## Filmografie
- 1989: Lion of the Desert (Il Principe del deserto)
- 1989: Das Traum-Team (The Dream Team)
- 1990: Verhängnis auf Bestellung (Destiny to Order)
- 1992: Krieg der Bosse (Due vite, un destino)
- 1993: Zerbrochenes Vertrauen (Shattered Trust: The Shari Karney Story)
- 1996: Kein Mann ist perfekt (Waiting for Michelangelo)
- 1996: Verschwörung der Angst (The Conspiracy of Fear)
- 1996: Trial – Ein Bulle schlägt zurück (Mistrial)
- 1996: PSI Factor – Es geschieht jeden Tag (PSI Factor – Chronicles of the Paranormal, Fernsehserie, 1 Folge)
- 1997: Die Modemafia (While My Pretty One Sleeps)
- 1998: Captive – Ein kaltblütiger Plan (Captive)
- 1999: Taken
- 1999: A Walk on the Moon
- 1999: Des Teufels Rechnung (The Devil’s Arithmetic)
- 1999: 36 Stunden bis zum Tod (36 Hours to Die)
- 1999: Grey Owl (Grey Owl)
- 1999: Zauber einer Winternacht (One Special Night)
- 2000: Der Voyeur – Von einem Spanner verfolgt (Someone Is Watching)
- 2000: Artificial Lies – Im Netz der Lügen (Artificial Lies)
- 2000: Mercy – Die dunkle Seite der Lust (Mercy)
- 2000: Die Liebesschule der Mrs. X (Sex & Mrs. X)
- 2000: Karrieregeil (Out of Sync)
- 2000: Komm zurück ins Leben (Range of Motion)
- 2000: Nikita (La Femme Nikita, Fernsehserie, 1 Folge)
- 2001: Life with Judy Garland: Me and My Shadows
- 2001: Blinder Terror (Blind Terror)
- 2001: Meuterei unter Wasser – USS Lansing antwortet nicht (Danger Beneath the Sea)
- 2002: Sieh dich nicht um (Pretend You Don’t See Her)
- 2002: Signals – Experiment außer Kontrolle (Deceived)
- 2002: The Master Criminal (Framed)
- 2004: False Pretenses
- 2009: A Nanny’s Secret (Fernsehfilm)